# Bataille de Papeete
Théâtre océanien, Première Guerre mondiale
Batailles
Batailles des océans Pacifique et Indien
- Fanning
- Zanzibar (en)
- Madras
- Papeete
- Tsingtao
- Rufiji
- Penang
- Coronel
- îles Cocos
- Más a Tierra

La bataille de Papeete (ou bombardement de Papeete) est provoquée, le 22 septembre 1914, par l'arrivée à Tahiti, en Polynésie française (océan Pacifique) des croiseurs cuirassés allemands Scharnhorst et Gneisenau de l'Escadre d'Extrême-Orient, pour qui le stock de charbon de Papeete constitue un enjeu stratégique dans le cadre de la Première Guerre mondiale. Mais ayant été reçus à coups de canons, les cuirassés doivent se contenter de bombarder la ville et le port, achevant de couler au passage la canonnière de la marine française Zélée, qui a été sabordée afin qu'elle ne tombe pas entre leurs mains et pour obstruer l'accès au port. Les batteries côtières françaises répliquent aux tirs allemands, mais n'infligent aucun dommage significatif aux croiseurs. Les repères nécessaires pour entrer dans la rade ayant été volontairement détruits par les défenseurs, les navires allemands n'approchent pas davantage et s'éloignent de Tahiti au bout de quelques heures.

## Contexte historique

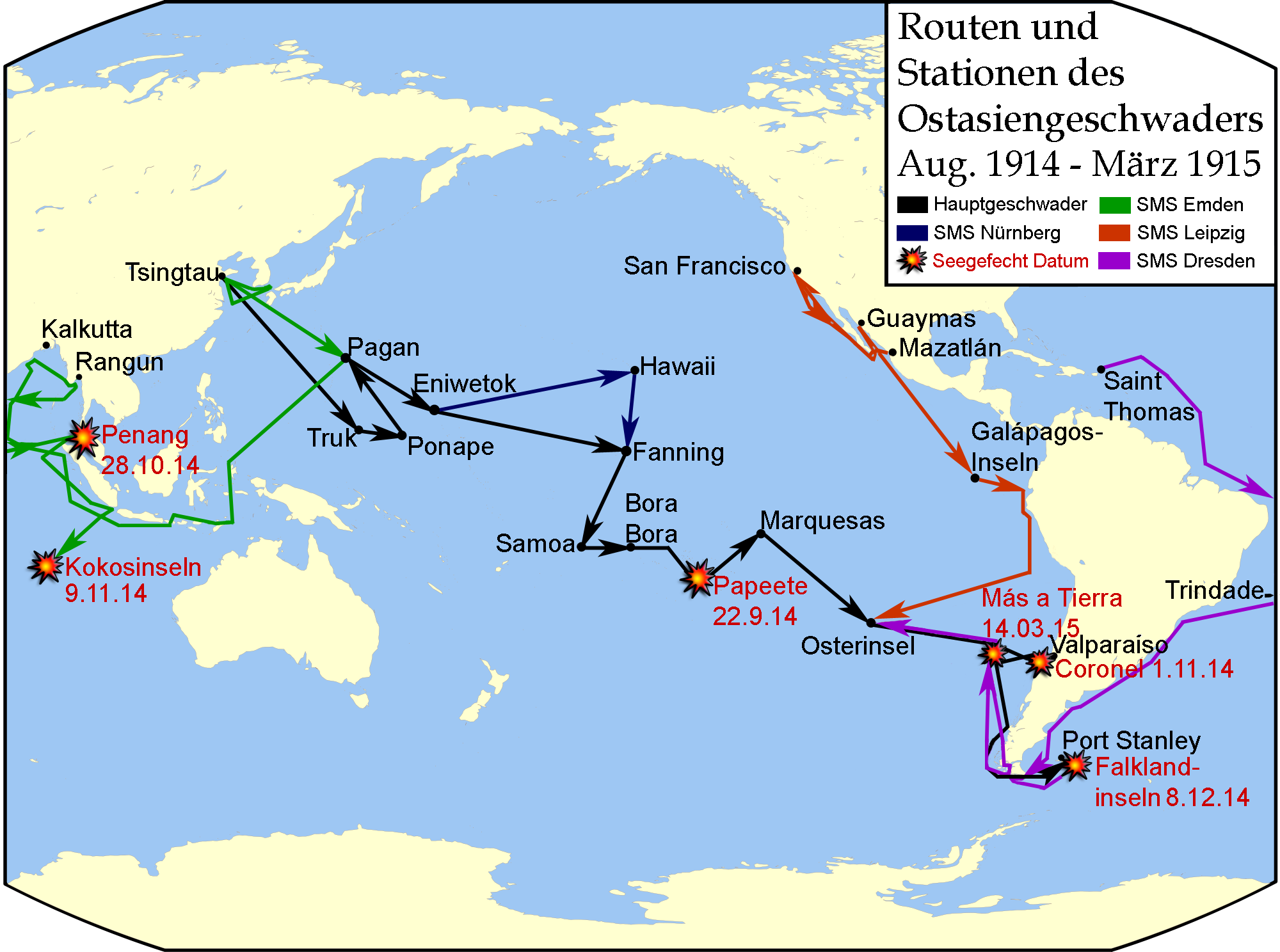
Itinéraire du Scharnhorst et du Gneisenau à travers le Pacifique.

Au début de la Première Guerre mondiale, en 1914, Tahiti ne disposait ni de défense lourde (mis à part d'antiques batteries côtières) ni de poste de TSF. La garnison française de Papeete se résumait à une compagnie d'infanterie de marine, 45 artilleurs et 50 gendarmes, renforcée par la présence de la Zélée, canonnière commandée par le lieutenant de vaisseau Maxime Destremau. Destremau avait été prévenu de possibles attaques allemandes, après qu'une escadre allemande eut été aperçue au large des Samoa. Comme il n'était pas envisageable de lui résister, dans un combat naval, avec sa vieille canonnière, Destremau en fit débarquer presque toute l'artillerie (le canon de 100 mm arrière et les quatre canons de 65 mm) pour renforcer les défenses côtières.

## Engagement et bombardement

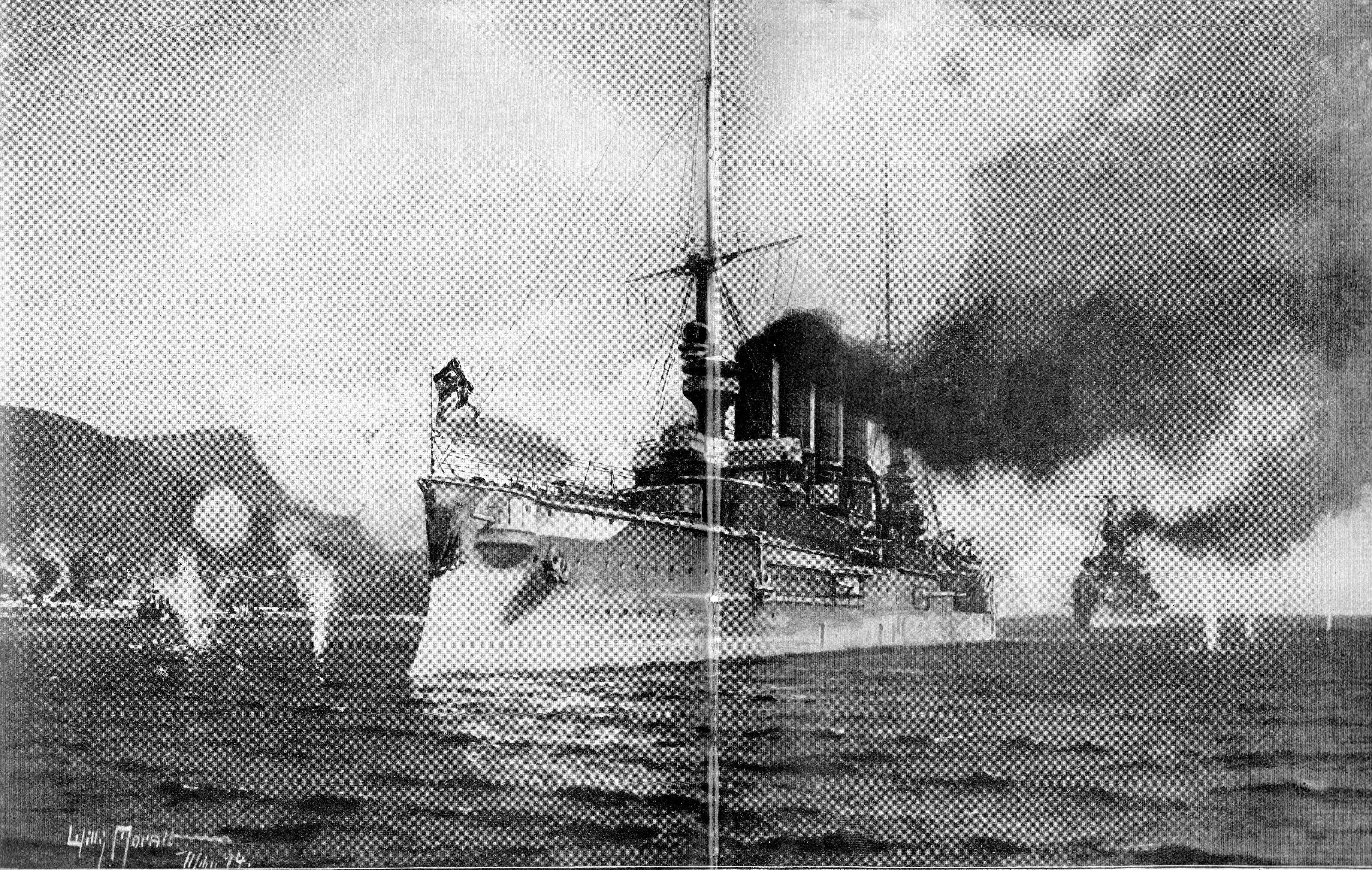
Les croiseurs Gneisenau et Scharnhorst bombardant Papeete

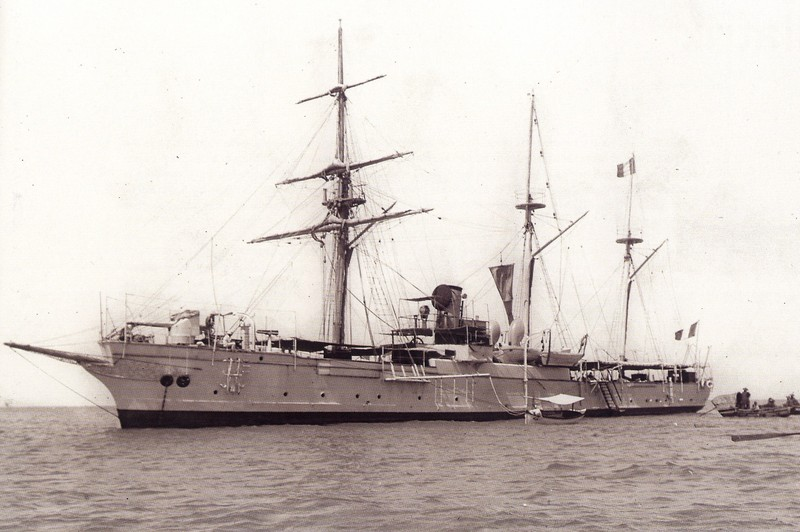
La canonnière Zélée, de la classe Surprise, est entrée en service en 1900. Son tonnage est de 680 t pour 56 m de long. Son armement d'origine est composé de deux canons de 100 mm, de quatre de 65 mm et quatre de 37 mm.

Le 22 septembre 1914 vers 7 heures, les Français aperçoivent deux croiseurs dépourvus de marques d'identification – les croiseurs cuirassés allemands Scharnhorst et Gneisenau – qui s'approchent de Papeete. Trois coups de semonce sont alors tirés pour leur demander de s'identifier. Les croiseurs hissent les couleurs de la Marine impériale et se mettent à bombarder le port et la ville.

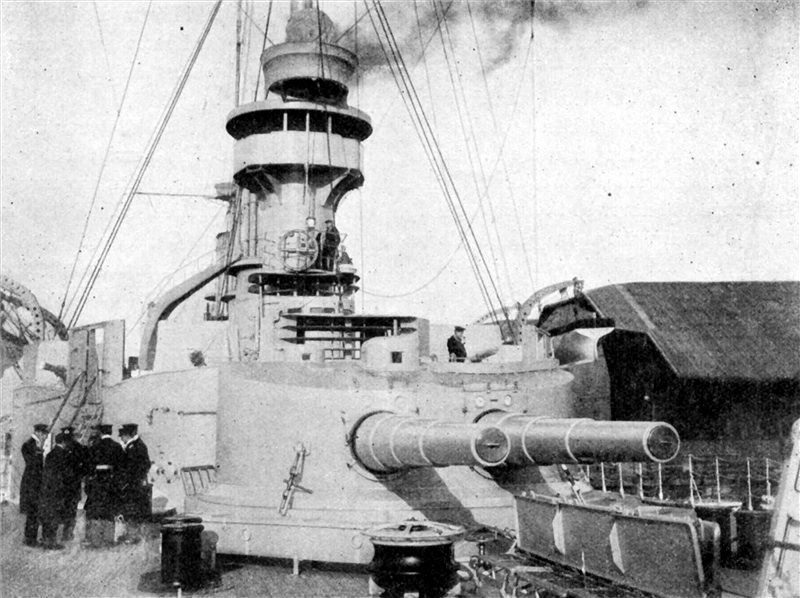
Canons du Scharnhorst.

 Le cargo allemand Walküre, précédemment capturé par la Zélée, est sabordé dans le port afin d'interdire son accès aux navires allemands. Destremau fait en outre incendier le dépôt de charbon (principale ressource de Tahiti intéressant les Allemands), saborder la Zélée par son second, Barbier, conformément aux ordres qu'il avait reçus « en dernier ressort pour l'empêcher de tomber entre les mains de l'ennemi » et détruire les marques des alignements d'entrée dans la rade. Le commandant de la batterie côtière, l'enseigne de vaisseau Charron, bien conscient qu'avec les faibles calibres dont il dispose, il ne peut pratiquement infliger aucun dégât aux croiseurs, s'abstient de tirer pour ne pas être localisé et pour réserver ses coups à toute embarcation qui se présenterait dans la passe. Les deux croiseurs, craignant un piège, quittent finalement Papeete indemnes après avoir tiré un total de 80 obus dont un sur la Zélée. De l'infortunée canonnière, des plongeurs locaux remontèrent bientôt le pavillon, qui fut remis à son commandant.
La principale conséquence stratégique de l'engagement est la divulgation de la position des croiseurs à l'Amirauté britannique et une des raisons qui pousseront celle-ci à chercher à les intercepter, ce qui conduira à la bataille de Coronel, lors de laquelle, le 1er novembre, l'escadre allemande d'Extrême-Orient vaincra une escadre britannique. Le Scharnhorst et le Gneisenau seront finalement coulés à la bataille des Falklands en décembre 1914.

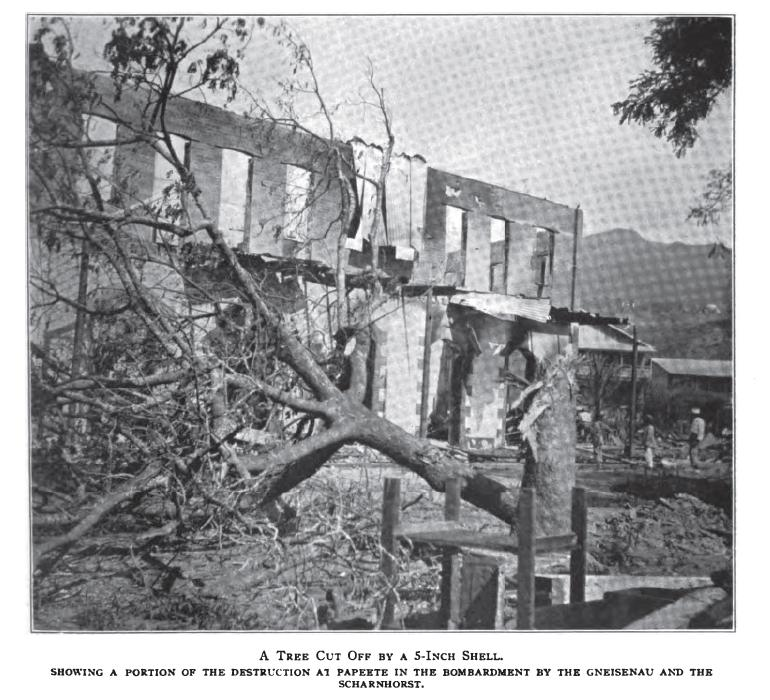
Ruines à Papeete causées par le bombardement.
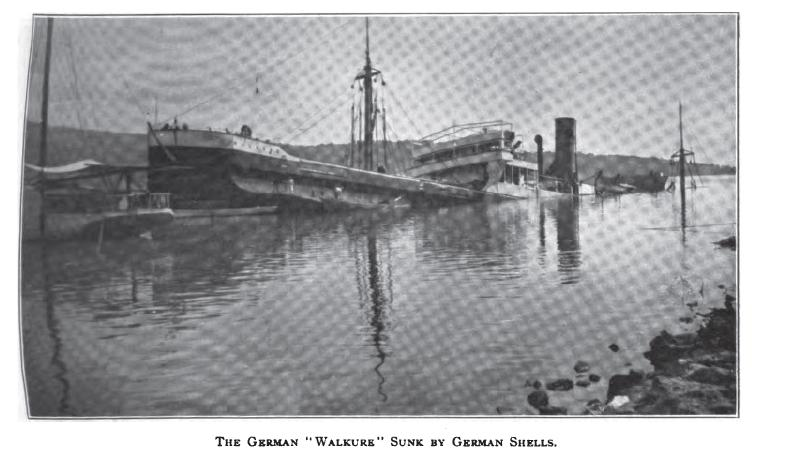
Image du navire Walkure coulé.

## Conflit entre pouvoirs civil et militaire autour de la bataille

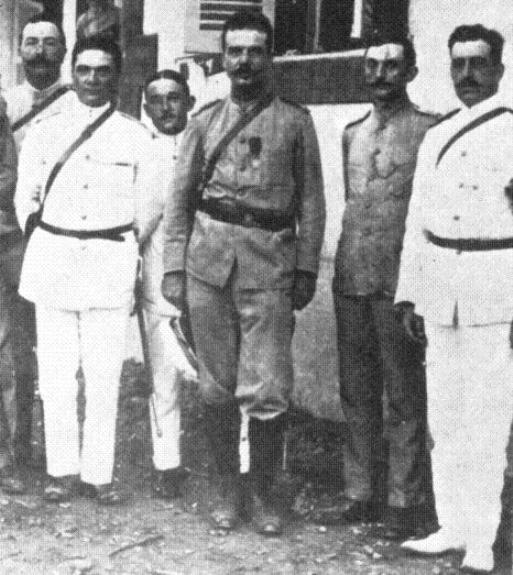
Le commandant Maxime Destremau (au centre) et son état-major à Papeete en 1914.

Lacour-Gayet dresse un tableau sans nuages de la coopération entre le gouverneur de Tahiti William Fawtier et le lieutenant de vaisseau Destremau, devenu du fait du désarmement de la Zélée commandant d'armes de la place, pour la défense de Papeete. En réalité leurs relations avaient commencé à se tendre dès que l'état de guerre avec l'Allemagne avait été confirmé à Tahiti fin août, Fawtier persistant à ne pas faire arrêter ou expulser les nombreux ressortissants allemands et autrichiens présents dans l'archipel. Le gouverneur s'étant réfugié à la mission catholique pendant le bombardement, Destremau dut exercer tous les pouvoirs, ce qui lui fut ensuite reproché. La crise s'envenime tant que le gouverneur - qui ne se résoudra qu'en décembre à faire arrêter les Allemands et Austro-Hongrois encore présents - ordonne, le 1er novembre, à Destremau de quitter la colonie. Le 27 novembre l'amiral Huguet arrive à Papeete sur le Montcalm et entame une enquête sur les plaintes de l'un et l'autre protagonistes. Ses conclusions, favorables au gouverneur, comportent l'ordre donné à Destremau de rentrer en métropole, où il doit passer en conseil de guerre pour la perte de la Zélée. Destremau, nommé provisoirement au commandement du torpilleur Boutefeu en Méditerranée, ne connaîtra malheureusement pas l'épilogue : tombé malade, il décède le 7 mars 1915 avant que la Marine ne le lave finalement de toute accusation et le gratifie d'une citation à l'ordre de l'armée. L'amiral de Bon ira même, en 1919, jusqu'à proposer que lui soit attribuée, à titre posthume, la rosette d'officier de la Légion d'honneur avec cette citation : « Le lieutenant de vaisseau Destremau, commandant la défense de Tahiti, après le désarmement de la Zélée, a su, malgré le peu de concours des autorités locales, organiser la défense de l’île, de manière à empêcher le Scharnhorst et le Gneisenau de s’en emparer ». Cette double proposition ne fut cependant pas suivie d’effet.

## Récits et controverse d'après-guerre

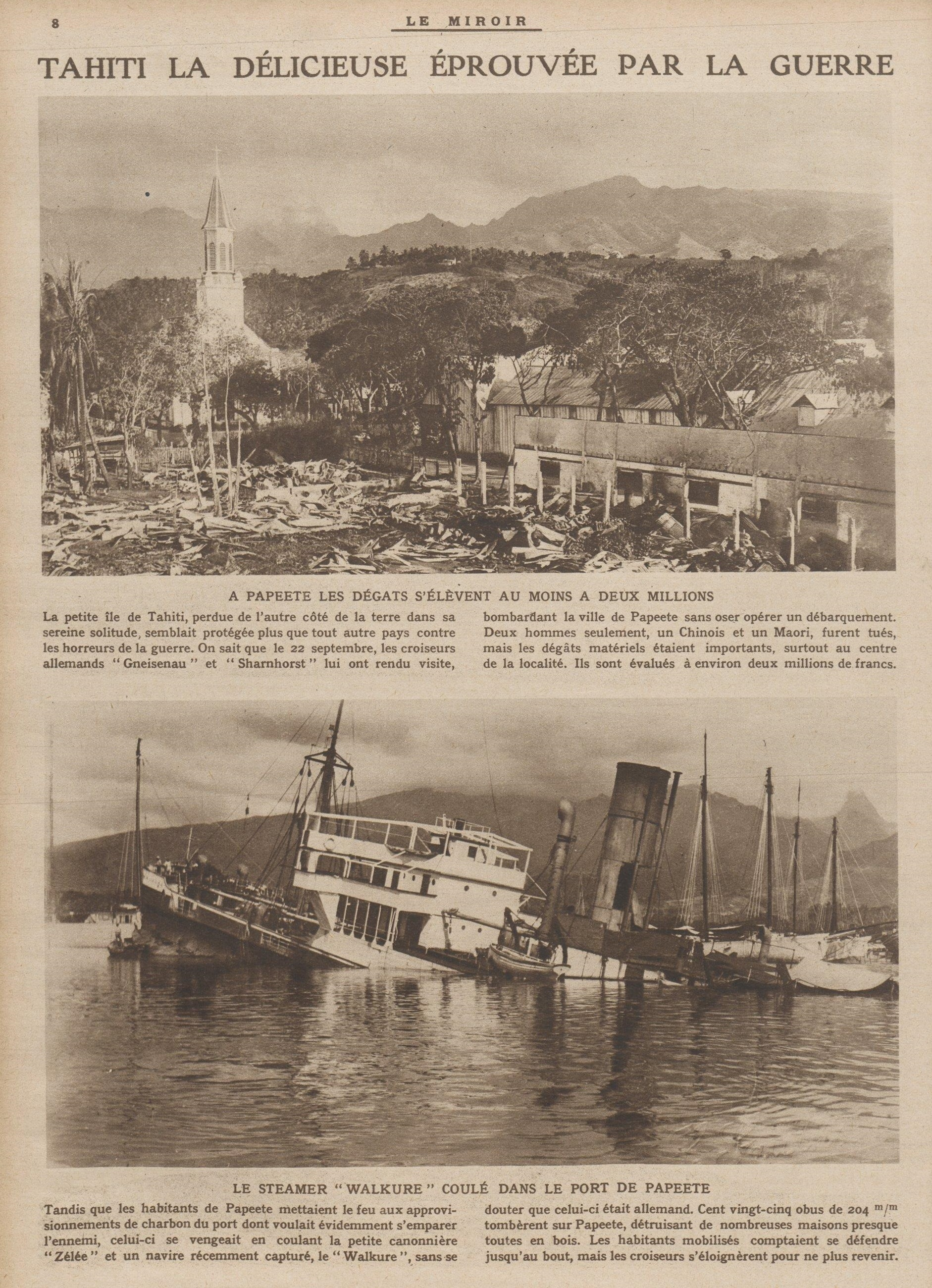
Les résultats du bombardement de Papeete du 22 septembre 1914 par les croiseurs allemands. Photographies publiées par l'hebdomadaire Le Miroir du 6 décembre 1914.

L'épisode ne pouvait pas laisser indifférents les amateurs d'histoire navale. Ainsi Claude Farrère et Paul Chack publièrent-ils en 1924, dans la Revue des Deux Mondes, un récit coloré de la bataille intitulé L'épopée de Tahiti. L'abondance des détails en ferait une source précieuse s'il ne péchait manifestement par quelques extrapolations sorties tout droit de l'imagination des auteurs, telle la description du pavillon de la Zélée « que les obus allemands ont magnifiquement déchiqueté de leurs éclats ». Or chacun peut vérifier, sur la photographie publiée 9 ans auparavant, que ledit pavillon avait été repêché un peu froissé mais sans accroc...

Cet article est mal accueilli : ainsi, dans le Mercure de France du 15 janvier 1925, Jean Dorsenne, d'accord seulement sur le dévouement intelligent, à terre, de l'enseigne de vaisseau de réserve Morillot, nie que l'ordre de saborder la Zélée ait jamais été donné, soutient qu'elle n'a coulé que parce que quelqu'un, resté à bord, a commis l'erreur de tirer un coup de canon inutile sur les croiseurs ennemis, attirant leur feu sur elle, et conclut qu'à l'exception de l'enseigne de vaisseau Charron, les officiers de la Zélée furent « ramenés assez piteusement en France ». Claude Farrère proteste dans le numéro du 15 février en rappelant l'éloge accordé, en 1919, à Destremau par l'amiral de Bon et promet, dans un ouvrage à paraître, maints détails supplémentaires sur la défense de Tahiti. Le 1er mars, toujours dans le Mercure, le lieutenant de vaisseau Dyèvre, qui avait été sous les ordres de Destremau à bord de la Zélée, publie une mise au point  où, tout en reconnaissant le caractère ridicule des « fantaisies » ajoutées par Claude Farrère, n'en soutient pas moins la parfaite véracité des détails que Paul Chack a pu vérifier dans les archives de la Marine. Ainsi par exemple confirme-t-il que la Zélée a bien été sabordée et que si elle a coulé plus vite après avoir été frappée par l'artillerie ennemie, ce ne peut être pour avoir tiré sans utilité sur les croiseurs. En effet si son canon de 100 mm avant était bien resté en place, toutes les munitions en avaient été débarquées pour servir l'autre canon de 100 mm mis à terre.

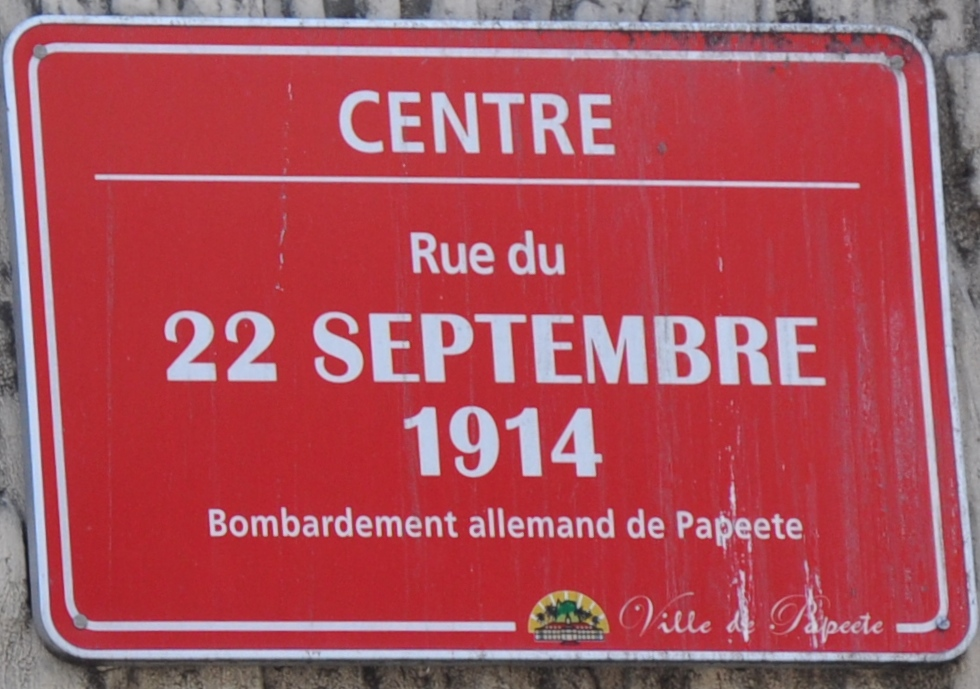
Une rue de Papeete rappelle le bombardement allemand du 22 septembre 1914.

 L'amiral Huguet, finalement, justifie a posteriori les décisions prises lors de son inspection après la bataille en estimant que Dorsenne a « [jugé] très sainement le rôle de M. Destremau » mais n'a pas assez expliqué comment l'« échec des Allemands devant Papeete peut réellement être porté à [son] actif ». Pour le reste, il maintient que « s'il y avait borné son rôle, il n'y aurait eu que des éloges à lui adresser ».